# Rainer Stadler (Journalist, 1958)
Rainer Stadler (* 1. Juli 1958 in St. Gallen) ist ein Schweizer Journalist.

## Leben
Stadler studierte Philosophie, französische Literatur und Linguistik an den Universitäten Zürich und Paris. Er schloss sein Studium an der Universität Zürich mit einem Lizentiat über Theodor W. Adorno ab. Danach war er Mitarbeiter eines Pressebüros. Ab 1989 arbeitete er bei der Neuen Zürcher Zeitung und schrieb unter dem Kürzel ras. über die Themen Medienpolitik, Medienberichterstattung und medienethische Fragen, hauptsächlich im Ressort Inland und für die Beilage «Medien». Auf Ende Oktober 2018 wurde Stadler die Verantwortung für die Medienseite der NZZ entzogen. Sie wird künftig von der Feuilletonredaktion geleitet, Stadler blieb Autor. Ende September 2020 verliess Stadler die NZZ nach 31 Jahren auf eigenen Wunsch. René Scheu nannte ihn in seiner Würdigung "Sand im Getriebe der massenmedial animierten Kulturindustrie". Seither schreibt Stadler in Teilzeit für das Online-Magazin Infosperber über Medienpolitik, Medienbeobachtung und medienethische Fragen.
Stadler hatte einen Lehrauftrag im Bereich Gesellschafts- und Kommunikationswissenschaften an der Universität Luzern und ist Mitglied im Stiftungsrat des Schweizer Presserats. Er wurde 2008 für sein Gesamtwerk mit dem Zürcher Journalistenpreis ausgezeichnet. 2011 erhielt Stadler von der SRG Ostschweiz den Ostschweizer Radio- und Fernsehpreis. Dieser Preis ist von den Ostschweizer Kantonsregierungen gestiftet.
Stadler spielt Kontrabass. 1982/83 besuchte er eine Jazzschule in Paris und spielte in verschiedenen Formationen.